# シン・ラジオ -ヒューマニスタは、かく語りき-
『シン・ラジオ -ヒューマニスタは、かく語りき-』は、BAYFMで2022年4月1日から平日の夕方に放送されているラジオ番組。

## 概要
bayfmは、1991年4月の『オール電リク TOKYO BAY LINE 7300』以降、31年続いた「BAY LINE」シリーズの歴史に幕を降ろし、2022年4月に開局以来初となる平日夕方ワイドの大幅なリニューアルを敢行した。
番組においてはパーソナリティを、『ヒューマニスタ』と呼ぶとともに、これまでのラジオ番組から「形より方」、「情報より情」という風に、情が豊かな「ニューノーマルラジオ」を目指す。

## 放送時間
- 月 - 木曜 16:00 - 19:00[注釈 2]
- 金曜 16:00 - 18:45[注釈 3]

## 出演者

### ヒューマニスタ
- 月曜日 - 遠山大輔（グランジ）、松浦志穂（スパイク）
- 火曜日 - 鈴木おさむ
- 水曜日 - 関根勤、井川修司（イワイガワ）
- 木曜日 - 山田ルイ53世（髭男爵）
- 金曜日 - 友近

### パートナー
- 関町知弘（ライス）（火曜日、週替りパートナー）
- 松崎健夫（火曜日、週替りパートナー）
- 徳井健太（平成ノブシコブシ）（火曜日、「月替りクリエイター」の肩書きで出演）
- 河瀬大作（元NHKプロデューサー、現「株式会社Days」代表取締役。火曜日、週替わりパートナー)
- 蝶花楼桃花（水曜日、2024年4月より月1回の頻度で出演）
- ミラッキ大村（大村綾人）（木曜日）[2]
- 浅野真澄（木曜日、2024年4月より月1回の頻度で出演）

## コーナー

### 全曜日共通
- BAYFMリスナー安全運転宣言（月～金）（16時30分前後）
リスナーが日常で体験した「ヒヤリ!ハッと!」したエピソードを紹介。
- YOU 遊 チバ（月曜〜木曜）18時35分頃）
『ミンナノチカラ～CHIBA～』[3]との連動コーナー。ちばナビゲーターの中西悠理[4]が千葉県の魅力を紹介。

### 月曜日
- スペシャルサムシング
週替わり特集コーナー。
- 音楽のとーやま(18時台前半)
遠山がCDアルバムの名盤を紹介。
- ズコー!の世界(18時20分頃)
リスナーにズコー!と言えそうな世界を募集し、ズコー!ヒューマニスタの松浦から気持ちのいい"ズコー!"を引き出す。

### 火曜日
- CHIBA choose on Tuesday!(17時台前半)
小坂真琴[注釈 4]が、千葉県内の旬の情報を紹介。

### 水曜日
リスナーから募集するメールの大テーマは「ほっこり」。2023年1月ごろより、テーマを設けずに募集することが定例化している。
- 世界にありそうなことわざ
世界にありそうなことわざを募集。初回放送時、関根発案による同内容のメールテーマが盛り上がり、しばらくは常時募集のメールテーマとして設けていた。
- ものまねリクエスト
関根にやってほしいものまねを募集。2022年6月15日放送回で行われた特別企画「新作ものまね100連発」が行われた。現在は、メール募集の大テーマ「ほっこり」に絡めた「ほっこりものまね」を募集している。
- トム＆シュウ 重大ニュースベスト3（16時台）
トム（関根）とシュウ（井川）が、日頃の生活で起きた重大ニュースを発表し、年間のベスト3を決定。ニュースは2人から毎週1つずつ発表され、順位は年末最後の放送まで随時更新される。
- おやつ大好き井川さん（番組開始～2023年8月）
おやつの大好きな井川が、コンビニで手軽に購入できるおすすめのおやつを紹介。試食役には関根のほか、有川周壱（構成作家）、20代の番組AD2名（ナコちゃん、ドーくん）を始めとしたスタッフも参加。2022年9月21日放送分よりドーくんが進行役を務めており、井川と関根の紹介は有川による台本のもと行っている。とある回で、ドーくんが斎藤清六のギャグ「ばいなら、らないば」の「らないば」を上手く言えなかったため、コーナーの締めのあいさつではドーくんによる「らないば」チャレンジが行われていた。2023年8月16日放送分より、同様のコンセプトを引き継いだ「純喫茶 闇」が放送されている。
- 純喫茶 闇（不定期、17時台後半）
2023年8月16日放送回より開始。「おやつ大好き井川さん」の後継コーナー。ナコちゃんによるナレーションと、井川が喫茶店のマスター、関根が常連客に扮した寸劇を行ってから本編に入る[5]。コーナーの締めは、井川が関根に法外な額の飲食代を請求し、関根が「たっけぇ～！」「もう来ないよぉ～！」などとボヤいて終わる。
- ナコの3行ポエム（不定期）
2022年8月24日放送回より開始。ADナコちゃんに読んでもらいたい3行サイズのポエムを紹介。リスナーによる投稿のほか、関根が即興で作ったポエムも読まれる。コーナーの最後には、採用されたリスナーの作品から優秀作品が1点選出されるが、作品の出来やナコちゃんの判断によって該当無しに終わることもある。ナコちゃんの業務多忙により、現在は不定期で実施。
- 目のサプリ ロートV5 presents 関根's Eye-明日を見つめてがんばロート-（18時直後）
2022年11月30日放送回より開始。ロート製薬提供。リスナーからお悩み相談を関根が回答。読まれたリスナーには『目のサプリ ロートV5』をプレゼント。
- スターを語ろう
放送初期に行われていたコーナー。関根と井川が往年のスターにまつわるエピソードを語る。人物テーマの選定・進行役は隔週で交代。
- 中西悠理のふきだせ関根節（18時40分頃）
2022年4月27日放送回より開始。ミニ番組「YOU 悠 チバ」を担当する中西の宣伝写真に、関根が妄想によるセリフを一筆書き入れて紹介。紹介した作品はコーナー終了後、番組公式Xで公開される。2023年6月15日放送回には、中西本人がゲストで登場した[6]。9月21日から10月12日の4週にかけては、期間限定コーナー「千葉の新米 粒すけ いただきますレポート」を担当した佐藤由季[注釈 5]を題材にした「佐藤由季のふきだせ関根節」も行われた。
- ナコちゃんの採点
正式なコーナーではないが、エンディングに毎回実施。番組最年少スタッフ・ナコちゃんがその日の放送を採点。2022年7月20日放送回は、ナコちゃんが中継リポートでスタジオ不在の時間帯があったため、関根の現場マネージャー・宇田[注釈 6]が採点役を務めた。関根と井川が舞台出演のため欠席した2023年4月26日・2024年5月1日放送回は採点なし。ナコちゃんの業務多忙により、2024年12月25日放送回をもって終了。

### 木曜日
「スゴイ中高生に、ぶっちゃけホンネを聞いてみた」「今週のビートルズ」「パワーないスポット」以外のコーナーは、週替わりで行っている。
- 男爵山田は覚えてる（不定期）
番組側から提示したお題ワードを、名前を言わずに説明する。お題に関する事柄を忘れた山田に対し、大村がリスナーからの投稿を紹介していく形で進行する。コーナーBGMは、明石家さんま「しあわせって何だっけ」のインストゥルメンタルバージョン。
- スゴイ中高生に、ぶっちゃけホンネを聞いてみた[8]（17時台前半）
2022年8月4日放送回より開始。読売新聞「中学受験サポート」の会員校である千葉県内の私立中高生がスタジオ出演し、学校での取り組みや生活の様子などを山田と語り合う。
- 今日の千葉ふるさと納税返礼品（18時台前半）
大村が千葉県内のふるさと納税返礼品を自費で購入し、おすすめのおやつを紹介。番組が3時間の長丁場のため、途中でお腹が減る事を懸念して始まった。コーナー前に山田と大村が紹介予定のおやつを完食してしまっている事もある。
- 今週のビートルズ（18時台前半）
毎週、ビートルズの楽曲の中からを1曲をオンエアし、楽曲の背景やメンバーのエピソードを紹介。楽曲をオンエア後、山田がその楽曲を講評し、「○○系」とカテゴライズする。コーナーBGMは「抱きしめたい」のオルゴールバージョン。年1回のペースで音楽家のカンケ[9]をゲストに招き、過去分の講評を批評する特別企画「今週のビードルズ・スペシャル」が行われている。
- パワーないスポット（不定期）
パワーをあまり感じられないスポットを紹介。コーナーBGMは「じぇじぇじぇ」[注釈 7]。
- この程度ですんでよかった（不定期）
リスナーから「この程度ですんでよかった」といえるエピソードを募集。コーナーBGMは花*花「あ〜よかった」のインストゥルメンタルバージョン。
- トラットリア USO-BIDAN（不定期）
とてもいい話、素晴らしい美談なんだけど、結局作り話という“嘘の美談”を募集。有名人を盛り込んだネタが多く、2022年6月16日放送回には、ネタの対象で頻繁に登場していた森口博子がゲスト出演した。
- ○○やってみなかった（不定期）
動画投稿サイトのジャンル「歌ってみた」「踊ってみた」といった「やってみた」系とは逆のジャンル「やってみなかった」ことを募集。コーナーBGMは、アニメ『ドラえもん』のBGM「スネ夫が自慢話をするときに流れている曲」[注釈 8]。
- そんなん言わんでええねん（不定期）
仕事や日常生活の中で「余計な一言だな～」や「その一言さえなければいい感じだったのにな」と思ったフレーズを紹介。コーナーBGMはRHYMESTER「余計なお世話だバカヤロウ」。
- こちら走馬灯編集部（不定期）
人生の中で走馬灯に出てきてほしくない、どうでもいい出来事を紹介。コーナー開始時は大村による走馬灯の概要説明が必ず行われ、投稿が読まれた後はハサミで切る音のSEが入る。
- それっぽいことを言おう（不定期）
名言に聞こえるようで右から左に抜けていくような“それっぽいこと”を紹介。それっぽいと思った内容には山田の声による「それっぽい」のSEが入る。コーナーBGMは海援隊「人として」。
- ドンナミラクル（不定期）
DJ「ドンナさん」が自身のラジオ番組『ドンナミラクル』で起こした奇跡の数々を紹介。元ネタは、同局で平日午前に放送されている『miracle!!』の番組DJ・ANNAから。

### 金曜日
- ちょうし！マル！DOでSHOW（17時台前半）
銚子丸提供によるコーナー。銚子丸社員による旬のオススメの寿司ネタを友近が実際に試食しながら、リスナーからのお寿司にまつわるエピソードを紹介。
- ちゃらんぽらん冨好とのトーク[注釈 9]（17時台前半）
友近の事務所の先輩であるちゃらんぽらん冨好真と、電話によるトークを行う。

## 出来事
- 放送初回の2022年4月1日と4月8日は、金曜担当の友近が新型コロナウイルス感染のため欠席。4月1日は水曜担当の井川と、金曜日担当の情報アナウンサー土井結貴[注釈 10]が代役を務め、途中からは井川の相方・岩井ジョニ男も出演した。4月8日はやす（ずん）と中村愛が代役を務めた。
- 2022年4月4日16時36分頃、「bayfm TRAFFIC UPDATES」において、日本道路交通情報センターの担当者が応答しないトラブルが発生。約1分間、交通情報のBGMのみ流れる状況が続いた。
- 2022年4月5日、火曜担当の鈴木が新型コロナウイルス陽性反応のため欠席。週替りパートナーの関町と月替りクリエイターの徳井が代役を務めた。
- 2022年7月18日から8月11日まで、番組キャンペーン「シン・ラジオの輪、広げよう!シン友盛りだくサマーキャンペーン」を展開。期間中の月・水・木（計12回）に、各曜日ヒューマニスタやスタッフ、ゲストが千葉県内で街頭インタビューや聞き込み調査などのキャンペーン活動を行った。
  - 2022年7月20日 - ナコちゃん、ドーくん（水曜日AD）：田所商店武石本店から中継。
  - 2022年7月21日 - 山田ルイ53世、ミラッキ大村：ワールドビジネスガーデン[注釈 11]ウエスト棟1階、臨時屋外喫煙所から中継。
  - 2022年7月27日 - 井川修司：千葉県「CAFE' MUNCHIES カフェ マンチーズ」（千葉市中央区）から中継。
  - 2022年7月28日 - ザ・パーフェクト：マザー牧場から中継。
  - 2022年8月3日 - 入江たのし[注釈 12]、ナコちゃん：タクシー会社「EMITASグループ」本社（千葉市美浜区）から中継。
  - 2022年8月4日 - マンマーレ：パサール幕張（幕張パーキングエリア）から中継。
  - 2022年8月10日 - 関根勤、マネージャー宇田：三井アウトレットパーク 幕張から中継。
  - 2022年8月11日 - チェリーボンボン：道の駅しょうなんから中継。
- 2022年8月8日 - 松浦がコロナワクチン接種のため欠席。遠山単独での出演となった。
- 2022年10月7日 - 友近が自身のライブ公演[10]のため欠席。井川と中西が代役を務めた。
- 2022年11月30日 - 関根が新型コロナウイルス陽性反応により欠席。井川単独での出演となった。
- 2023年4月26日 - 関根と井川が舞台「カンコンキンシアター」出演のため欠席。小堺一機と中村愛が代役を務め、かつて小堺とラジオ番組『ーパーオフショット」』ニッポン放送）で共演していた渡辺美里をゲストに迎えた。
- 2023年7月6日 - 大村がコロナ禍の療養のため欠席。代役は浅野真澄が務めた。
- 2023年11月13日 - 松浦が仕事の都合で欠席。Official髭男dism楢﨑誠を助っ人に迎え、遠山と2人で進行を務めた。
- 2023年11月28日 - 鈴木が歯の治療のため欠席。河瀬と内藤裕子が2人で進行を務めた。
- 2024年1月9日 - 鈴木が欠席。関町とニューカリカ林よしはる（南房総市議会員）の2人で進行を務めた。
- 2024年4月24日 - 関根が「カンコンキンシアター」稽古のため欠席。代役は中西が務めた。
- 2024年5月1日 - 関根と井川が舞台「カンコンキンシアター」出演のため欠席。前年に続き、小堺と中村が代役を務めた。
- 2025年3月19日 - 関根が体調不良のため欠席。井川単独での出演となった。
- 2025年4月23日 - 関根と井川が舞台「カンコンキンシアター」出演のため欠席。小堺と中村が代役を務めた。

## エピソード
- 木曜担当の山田は、前番組の「BAY LINE」シリーズが音楽リクエスト番組かつ局の看板番組だった事もあり、リスナーからの拒絶反応が強かった旨の内容を、2022年4月7日放送回で語っている。

## 番組関連イベント
- ヒューマニスタに会ってみようじゃないか！[11]（2022年7月31日） - ユアエルム八千代台店。
  - 番組初の公開イベント。bayfmの夏期限定キャンペーン「bayfm SUMMER CAMPAIGN 2022」のスピンオフ企画。イベントには関根、井川、山田の3名が出演し、トークショーのほか、水曜・木曜で実施中のネタ投稿コーナーを行った。